# Ін'єктивна оболонка

Ін'єктивна оболонка множини точок на площині з мангеттенською метрикою.

Ін'єктивна оболонка — побудова в метричній геометрії, яка дає найменший ін'єктивний метричний простір, що включає даний метричний простір. Ця побудова багато в чому аналогічна побудові опуклої оболонки множини в евклідовому просторі.
Ін'єктивну оболонку вперше описав Джон Ізбел 1964 року. Пізніше її кілька разів перевідкрито.

## Побудова
На даному метричному просторі {\displaystyle M} розглядають усі функції {\displaystyle f\colon M\to \mathbb {R} } такі, що
{\displaystyle f(x)+f(y)\geqslant |x-y|_{M}\geqslant |f(x)-f(y)|} для будь-яких {\displaystyle x,y\in M},
для будь-якого {\displaystyle x\in M} існує {\displaystyle y\in M} таке, що {\displaystyle f(x)+f(y)-|x-y|_{M}} довільно мале.
Далі множину цих функцій забезпечують метрикою
{\displaystyle |f-h|=\sup _{x\in M}|f(x)-h(x)|_{M}.}
Отриманий метричний простір {\displaystyle W} називають ін'єктивною оболонкою {\displaystyle M}.

### Зауваження
- Простір {\displaystyle M} можна розглядати як підпростір {\displaystyle W}; необхідне відображення {\displaystyle M\to W} отримують зіставленням кожній точці {\displaystyle x\in M} її дистанційної функції {\displaystyle z\mapsto |x-z|_{M}}.

## Властивості
- Ін'єктивна оболонка є ін'єктивним простором.
- Ін'єктивна оболонка компактного простору компактна.
  - Зокрема, будь-який компактний простір є підпростором компактного простору зі внутрішньою метрикою.
- Нехай {\displaystyle {\hat {X}}} і {\displaystyle {\hat {Y}}} — Ін'єктивні оболонки компактних метричних просторів {\displaystyle X} і {\displaystyle Y}. Тоді
{\displaystyle d_{GH}({\hat {X}},{\hat {Y}})\leq 2\cdot d_{GH}(X,Y),}

де {\displaystyle d_{GH}} позначає метрику Громова — Гаусдорфа.
- Стала 2 в цій нерівності є оптимальною.